# Лемка
Лемка — река в Удмуртии, протекает в Сюмсинском районе. Устье реки находится в 29 км по левому берегу реки Лумпун. Длина реки составляет 14 км, площадь водосборного бассейна 51,4 км².
Река берёт начало у деревни Лемы в 21 км к северо-западу от села Сюмси. Течёт на юго-запад по ненаселённому лесу. Впадает в Лумпун выше деревни Харламовская Пристань.

## Данные водного реестра
По данным государственного водного реестра России относится к Камскому бассейновому округу, водохозяйственный участок реки — Вятка от водомерного поста посёлка городского типа Аркуль до города Вятские Поляны, речной подбассейн реки — Вятка. Речной бассейн реки — Кама.
Код объекта в государственном водном реестре — 10010300512111100039061.